# Knud Størup
Knud Størup (født 6. september 1939 født i Sterup er en dansk kommunalpolitiker (udenfor partierne) fra Hirtshals. Han er tidligere sparekassedirektør. 

## Borgmester i Hirtshals
I 1966 blev den dengang 26-årige Knud Størup valgt ind i Hirtshals Sogneråd. I 1978 afløste han Jacob Olsen (u.p.) som borgmester. Størup beholdt borgmesterposten, indtil Hirtshals Kommune blev nedlagt 31. december 2006.   

## Viceborgmester i Hjørring
Ved det første valg i den nye Hjørring Kommune i 2005 var Knud Størup borgmesterkandidat for Lokallisten, der med 9 mandater blev den største gruppe i det nye byråd. Størup blev dog ikke borgmester i denne omgang.  
Ved valget i 2009 fik Lokallisten 5 mandater. Efter valget blev Størup valgt til første viceborgmester for perioden 2010-2013. 

## Nordjysk amtsrådsmedlem
I 1997 stiftede Knud Størup den upolitiske Amtslisten, som han repræsenterede i Nordjyllands Amtsråd 1998-2006. Derefter blev Amtslisten omdannet til Borgerlisten Nordjylland, der fik Ole Albæk valgt ind i det nordjyske regionsråd. 